# ژیلبرتو مورا
ژیلبرتو مورا (انگلیسی: Gilberto Mora؛ زادهٔ ۱۴ اکتبر ۲۰۰۸) بازیکن فوتبال اهل مکزیک است که در حال حاضر برای باشگاه فوتبال تیخوانا بازی می‌کند.
وی همچنین در تیم‌های ملی فوتبال زیر ۱۵، ۱۶ و ۱۷ سال مکزیک بازی کرده است.

## زندگی شخصی
مورا در ۱۴ اکتبر ۲۰۰۸ در توکسلا گوتیرس، مکزیک به دنیا آمد. او پسر بازیکن فوتبال مکزیکی ژیلبرتو مورا است.

## دوران باشگاهی
به عنوان یک بازیکن جوان، او به آکادمی جوانان تیم مکزیکی تیخوانا پیوست. او به عنوان «یکی از برجسته‌ترین عناصر در رده‌های سنی پایین‌تر تیم» توصیف شد. او کار حرفه‌ای خود را با این باشگاه آغاز کرد. در ۱۹ اوت ۲۰۲۴، او در پیروزی ۳–۱ در برابر سانتوس لاگونا برای آن‌ها بازی کرد. در ۳۱ اوت ۲۰۲۴، او اولین گل خود را در پیروزی ۲–۱ در برابر لئون به ثمر رساند. او جوان‌ترین بازیکن شد که در لیگ برتر فوتبال مکزیک گلزنی کرده است.

## دوران ملی
مورا بازیکن بین‌المللی رده پایه مکزیک است. او برای تیم ملی زیر ۱۵ سال، زیر ۱۶ سال و زیر ۱۷ سال مکزیک بازی کرده است. او در ۱۶ بازی برای تیم ملی زیر ۱۵ سال مکزیک به میدان رفت و ۹ گل به ثمر رساند.